# Carlos Cruz Meza
Carlos Manuel Cruz Meza (Xalapa, Veracruz, 8 de octubre de 1973) es un escritor y criminólogo mexicano.

## Biografía
Es hijo de Antonio Cruz Soto, médico militar y escritor de libros sobre medicina; y de María del Carmen Cecilia Meza Vásquez, médico, escritora y pintora, fallecida a causa del cáncer en 2012.
Entre otras relaciones sentimentales, se incluyen a la poetisa Fabiola Aranza Muñoz (1993 a 2004); a la promotora cultural Frida Mazzotti (2007 a 2011); y a la abogada, cineasta y escritora Artemisa Moncada (a partir de 2012).
Concibió una hija, Aurora del Carmen Cruzmeza y Muñoz, quien murió en 1997.
Junto con Artemisa Moncada fundó el Centro Cultural Paso del Gato en su ciudad natal, que custodia una amplia biblioteca, hemeroteca, comiteca, videoteca y fonoteca.
Es autor, junto con el periodista Enrique Morán, del proyecto privado "La Hemeroteca Roja", que digitaliza y pone en línea una amplia colección de periódicos y revistas sobre nota roja, de varios países y en diferentes idiomas, para ser consultados por historiadores, periodistas, sociólogos y criminólogos.

## Trayectoria profesional
Autor de varios libros, es también conferencista, periodista, comentarista de cine y literatura en programas televisivos, fotógrafo, productor de cine y discos, diseñador gráfico, actor, bloguero e investigador de historia criminal. Ha publicado más de un millar de textos en revistas y suplementos culturales de todo México, así como en medios internacionales.
Cursó estudios profesionales de Lengua y Literatura Hispánica (Letras Españolas) en la Universidad Veracruzana; de Publicidad y Relaciones Públicas en la Universidad Euro Hispanoamericana; y de Criminología y Criminalística en el Colegio Libre de Estudios Universitarios (CLEU).
Textos suyos han aparecido en revistas circulantes en España, Portugal, Estados Unidos, Argentina, Puerto Rico, El Salvador, Paraguay, Bolivia, Brasil, Costa Rica, Colombia, Cuba, Honduras, Venezuela, República Dominicana, Uruguay y Panamá. Ha realizado también crítica de arte, crítica de medios, columna de opinión, caricatura, reseña, crónica, reportaje, artículo de fondo, ensayo, investigación histórica, textos para catálogos, epigrama, cuartas de forros, etc.
Asimismo, ha sido colaborador de los periódicos Reforma; La Jornada; Milenio; AZ; Gráfico de Xalapa; Diario de Xalapa; Performance y Alarma! Y de las revistas Tierra Adentro; Playboy; Replicante; La Palabra y el Hombre; La Ciencia y el Hombre; Archipiélago; Bostezo; Morbo; Hojas de Utopía; Straversa; Soflama; Phantasma; Gacetilla. Revista de Filología de la Universidad de Anitoquia; Líder; Forum; Mórbido Magazine; Reflex y Graffiti, entre otras.
Su cuento El espantapájaros se encuentra incluido en el libro de texto Lenguaje y Comunicación para Séptimo Básico, publicado por el Ministerio de Educación en Chile y distribuido a nivel nacional en todas las escuelas del país (2009), así como en el volumen Español 6 de Editorial Santillana, circulante en México. Este relato ha sido además adaptado dos veces a la historieta e ilustrado por diferentes artistas plásticos, además de ser llevado al cine en dos cortometrajes independiente (2014 y 2016).

## Premios y distinciones
Recibió el Premio Nacional de Periodismo, otorgado por la Universidad Autónoma de Nuevo León, Editorial Almadía y Producciones El Salario del Miedo (2015). También el Premio Nacional de Crónica "Beatriz Espejo", concedido por la Fundación 500 Años de la Vera Cruz (2019).
Obtuvo el Premio Nacional Bellas Artes de Dramaturgia Baja California "Luisa Josefina Hernández” (2019), por su obra El Tren de los Animales, una fábula de horror acerca del nazismo. Sobre ella, el jurado integrado por los escritores Gabriela Ynclán, Luis Santillán y Hugo Alfredo Hinojosa, afirmó en el acta: "(La premiamos) por el tratamiento de un tema universal de manera contemporánea desde un punto de vista poco explorado en nuestro país, y por tratarse de una obra que mantiene un tono dramático coherente en su fabulación, así como por la buena construcción dramática de la pieza general".
Le fue otorgado el Premio Nacional Bellas Artes de Crónica Literaria "Carlos Montemayor" (2024), por su libro Ensayo para mi ceguera. Crónica de un descenso hacia la oscuridad, donde realiza un recuento de la invidencia a través de la historia, la literatura, el cine, la música, el lenguaje y las tradiciones, vinculándolo con su historia familiar y personal. El jurado estuvo integrado por Christina Soto van der Plas, Diego Olavarría y Miguel Ángel Hernández, quienes dictaminaron: "Se trata de una obra que retrata con crudeza y solvencia narrativa el camino hacia la ceguera por parte de su autor. Además, permite al lector experimentar el tránsito de quienes viven con esta condición, a través de un lenguaje que muestra cómo el resto de los sentidos, con el paso del tiempo, van cobrando importancia para relacionarse con el mundo".
Posteriormente, se le concedió el Premio Nacional de Cuento de la Universidad Autónoma de Campeche (UACAM) (2024), con el libro de relatos de horror llamado Hay niños en el Infierno. El jurado determinó que "(esta obra) ha sido seleccionada por su calidad literaria y narrativa. La antología presenta una temática abierta, accesible y atractiva para un público general. Esta versatilidad temática permite que los cuentos resuenen con una amplia gama de lectores, ofreciendo algo para todos. La colección de cuentos es diversa y no está regida por un único eje temático. Esta variedad en los relatos proporciona una rica y variada experiencia de lectura, manteniendo al lector constantemente interesado y sorprendido. Carlos Manuel Cruz Meza demuestra un dominio excepcional del lenguaje, utilizando palabras y frases de manera precisa y evocadora. Este uso del lenguaje no solo embellece la narrativa, sino que también profundiza la conexión emocional con el lector. El autor emplea una variedad de recursos estilísticos que enriquecen la lectura. Además, cada cuento ofrece una historia debajo de la historia, invitando a los lectores a explorar más allá de la superficie y descubrir múltiples capas de significado".
Otros de sus reconocimientos incluyen el Premio al Mejor Cuento de Ciencia Ficción (CREA, 1986); una mención especial en el Premio Nacional de la Juventud, otorgado por la Presidencia de la República a través de la SEP (1996); el Premio Estatal de Cuento de la Semana de la Sociología (1994); y el Premio Nacional de Periodismo Cultural otorgado por la Asociación Nacional de Periodistas, A.C. (1998). Fue además becario del Instituto Veracruzano de Cultura (IVEC) en el Programa de Estímulos a Creadores (área de novela y ensayo) en 2004 y 2018.
Representó al estado de Veracruz en el género de poesía durante el XVIII Encuentro Nacional de Escritores organizado por la UNAM en el estado de Sinaloa (1998); también en el Encuentro Nacional de Escritores organizado por el Consejo Nacional para la Cultura y las Artes en el estado de Chiapas (2007). Fue escritor invitado en la Casa del Poeta Ramón López Velarde de la Ciudad de México, durante el ciclo "Poesía en voz alta" (1998); conferencista sobre la experiencia del escritor, dirigida a alumnos del nivel de bachillerato, en el evento organizado por la Academia de Lengua y Literatura (2004); fundador y coordinador del suplemento cultural "Artempestad" de los periódicos Gráfico de Xalapa, Diario de la Mañana y Diario de la Tarde; más de quinientos números diferentes publicados (1995 a 2000); coordinador del proyecto editorial sobre poesía joven veracruzana para el Consejo Nacional para la Cultura y las Artes, a través del Programa Tierra Adentro, publicado en el número 87 de la revista del mismo nombre (2000); coordinador del suplemento cultural "Palabra Otra" del periódico Diario de Xalapa, fundado por Arturo Benjamín Pérez Vázquez y Roberto Peredo (2000 a 2002); investigador de la Coordinación de Publicaciones y Bibliotecas del Instituto Veracruzano de la Cultura (IVEC) (2001 a 2002); y Coordinador de Literatura en el Consejo Municipal de Arte y Cultura del H. Ayuntamiento de Xalapa (2016-2017).
Fue invitado para representar a México en la undécima edición del Festival Internacional de Poesía de Bucarest, Rumania (2021), donde participó con la lectura de varios poemas de su autoría en el Museo Nacional de Literatura Rumana (2021). Posteriormente también fue invitado del Festival Cultural Latinoamericano en la misma ciudad, leyendo su cuento "El Espantapájaros" (2021).
Coordinó el Coloquio sobre Nota Roja en la Biblioteca Vasconcelos de Ciudad de México, además de curar la exposición "La Tradición de la Sangre" (2023).

## Actividad como criminólogo
Es miembro supernumerario de la Sociedad Mexicana de Criminología, A.C. (2009), de la Barra Nacional de Criminólogos y Criminalistas, y de la Escuela Superior de Criminalística (España). Investigador sobre la representación, en la creación artística, del Feminicidio y la Violencia contra las Mujeres en el estado de Veracruz, proyecto coordinado por el Congreso de la Unión, a través de Dalia Pérez y Mayela García (2005).
Creador del proyecto “Escrito con Sangre” sobre historia criminal, mismo que consta de una página web, un largometraje, un programa de radio, columnas en varios periódicos, publicaciones electrónicas, apariciones en programas de televisión, y conferencias en universidades públicas y privadas.
Una investigación periodística suya descubrió y reveló el paradero de dos homicidas canadienses, conocidas como “Las Chicas de la Bañera”, quienes habían cambiado sus identidades.

## Obra alterna
Otras actividades suyas incluyen el diseño de diversos carteles para cursos, productos y películas (2006 a 2008). Durante varios años, condujo una sección sobre Cine y otra sobre Literatura en el programa televisivo Más Cultura, producido por Fernando Triano y conducido por Dalia Pérez en Radio y Televisión de Veracruz (2004 a 2007). Además colaboró en varias emisiones del programa La Historia Detrás del Mito (conducido por Atala Sarmiento) en TV Azteca (2010 y 2011).
Fotografías de su autoría forman parte de la colección de la Fundación Banamex, a través del programa “El México de los Mexicanos” (2009). Otras han aparecido en revistas especializadas de circulación nacional. Sobre su trabajo fotográfico, se han publicado ensayos de reconocidos fotógrafos en publicaciones especializadas. Fue ilustrador de la portada de los discos Bacalao de Fernando Soto y Las Mamis Flamencas, y Vida de perro, del grupo español Aslyt Jam (2009-2011); de ocho empaques de los chicles marca Trident (2017), así como participante en la exposición colectiva de objeto intervenido El trono de los de a pie (2011).
Se desempeñó como Director de Publicidad y Difusión de la empresa de espectáculos "Licea Producciones" (2005 a 2007); cofundador de la Agencia de Diseño y Publicidad "Imago" (2006); cofundador de la empresa de Ingeniería Semiótica "Signum" (2006).

## Actividad cinematográfica
Actuó en las películas Chiles jalapeños y Secreto mortal. Coproductor y guionista del largometraje Escrito con Sangre, dirigido por Fabrizio Prada (2008). Esta película obtuvo el Premio a la Mejor Película Extranjera en el Festival de Cine Yellow Fever en Belfast (Irlanda del Norte) (2011). Produjo además el cortometraje El Espantapájaros, escrito y dirigido por Artemisa Moncada (2016).
Un archivo de la Cineteca Nacional, que contiene filmaciones antiguas de la ciudad de Xalapa, Ver., lleva su nombre, dado que él donó su colección personal de películas en 8 mm., 16 mm. y Super 8 mm. Este material puede consultarse libremente y utilizarse bajo permiso.

## Libros publicados
- Zona de Guerra (novela), Edit. Cultura de Veracruz, Xalapa, Ver., México, 1997.
- Muestra de poemas veracruzanos (antología), Edit. Cultura de Veracruz, Xalapa, Ver., México, 1997.
- Al otro lado del espejo (cuentos), IVEC, Col. Cuadernos del Baluarte, Veracruz, Ver., México, 1998.
- Voces diversas. Antología de ensayo veracruzano (antología), II tomos, Secretaría de Educación y Cultura / Dirección General de Educación Media Superior y Superior, Xalapa, Ver., México, 1998.
- Nirvana (poesía), CNCA, Fondo Editorial Tierra Adentro nº 213, México, 2000.
- El jardín de Babel. Antología de poesía joven veracruzana (antología), Gobierno del Estado de Veracruz, Xalapa, Ver., México, 2000.
- Corpus (poesía), El Ángel del Deseo, Guadalajara, Jal., México, 2004.
- Funeraria (poesía), IVEC, Col. Cuadernos del Baluarte, Veracruz, Ver., México, 2007.
- Paisaje Onírico de Veracruz. Fotografías de Héctor Montes de Oca, en coautoría con Héctor Montes de Oca, Xalapa, Ver., México, 2010.
- Monstruos entre nosotros. Historia y tipología de los asesinos (criminología), Instituto Literario de Veracruz / Colegio Libre de Estudios Universitarios, Xalapa, Ver., México, 2014.
- Volumen conmemorativo del Premio Nacional de Periodismo (crónica), Almadía / Universidad Autónoma de Nuevo León / El Salario del Miedo, México, 2016.
- Artemisa (poesía), Pasto Verde, Orizaba, Ver., México, 2017.
- El Tren de los Animales (dramaturgia), Paso de Gato Ediciones / Instituto Nacional de Bellas Artes y Literatura (INBAL), México, 2019.
- Esta es mi sangre (cuentos), Uniediciones, Bogotá, Colombia, 2019.
- Monstruos entre nosotros. Historia y tipología de los asesinos, edición corregida y aumentada (criminología), Skepsi / Uniediciones, Bogotá, Colombia, 2022.
- Historia de la Muerte en México (ensayo / crónica), Skepsi / Uniediciones, Bogotá, Colombia, 2024.
- Crónicas de la Gran Oscuridad (novela), Universo de Libros, México, 2024.